# La Puebla de Castro
La Puebla de Castro är en ort i Spanien.   Den ligger i provinsen Provincia de Huesca och regionen Aragonien, i den nordöstra delen av landet, 400 km nordost om huvudstaden Madrid. La Puebla de Castro ligger 635 meter över havet och antalet invånare är 392.
Terrängen runt La Puebla de Castro är kuperad. Runt La Puebla de Castro är det mycket glesbefolkat, med 6 invånare per kvadratkilometer. Närmaste större samhälle är Barbastro, 18,0 km sydväst om La Puebla de Castro. 